# Власова, Стефания Сергеевна
Стефания Сергеевна Власова (род. 20 сентября 2001 года, Озёрск, Челябинская область) — российская дзюдоистка и самбистка, вице-чемпионка России 2023-24 года по дзюдо. Чёрный пояс по дзюдо. Мастер спорта России международного класса по дзюдо. Мастер спорта России международного класса по самбо.

## Биография
Родилась Стефания в закрытом городе Озёрск Челябинской области, Россия. С 14 лет начала заниматься дзюдо и самбо в спортивном клубе «Эдельвейс» под руководством своего отца и тренера Сергея Власова. В 2016 году переехала в Самару и начала представлять Самарскую область.

## Спортивная карьера

### Самбо
Стефания победительница первенства России и мира 2020 года среди юниоров в весе до 60 кг.

### Дзюдо
Первые победы в дзюдо для Стефании пришли в 2017 году, когда она выиграла серебро первенства Уральского федерального округа среди кадеток (до 18 лет) в Челябинске и отобралась на первенство России, где не дошла до призового места. В октябре 2018 года стала финалисткой Приволжского федерального округа в весе до 57 кг. В конце ноября 2018 года выступила на первенстве России среди юниорок, но так же не добилась успеха. В ноябре 2019 года выступила на первенстве России среди юниоров (до 21 года) в весе до 57 кг. В 2020 году выиграла первенство Приволжского федерального округа среди юниоров в весе до 57 кг. В июне 2021 года была участницей первенства России до 23 лет в Мурманске. В августе 2021 года впервые участвовала на взрослом кубке Европы в Оренбурге в весе до 63 кг, где заняла пятое место. В сентябре 2021 года дебютировала на взрослом чемпионате России в Майкопе, но уступила в четвертьфинале Камиле Бадуровой из Свердловской области и затем потерпела неудачу в утешительном раунде в схватке против Айгуль Багаутдиновой (Татарстан). В декабре 2021 года выиграла бронзовую медаль на взрослом кубке страны, который прошёл в Грозном (Чечня). В апреле 2022 года впервые выиграла свой первый национальный титул на первенстве России до 23 лет в Тюмени. В июле 2022 года стала третьей на международном турнире памяти Я. К. Коблева в Майкопе. В ноябре 2022 года приняла участие на взрослом чемпионате России. В декабре 2022 года Власова дошла до финала кубка России, но уступила Залине Зураевой из Татарстана. В апреле 2023 года во второй раз выиграла первенство России среди дзюдоисток до 23 лет в Екатеринбурге, одолев в финале Ксению Медведеву из Брянской области. В конце сентября 2023 года стала вице-чемпионкой России в весе до 63 кг. В мае 2024 года выиграла турнир серии Russian judo tour памяти В. С. Ощепкова, который проходил в городе Хабаровск. В октябре 2024 года во второй раз стала финалисткой чемпионата страны, который прошёл в Сочи.

## Спортивные достижения
Дзюдо
- 2022, 2023 Первенство России до 23 лет — ;
- 2021 Кубок России — ;
- 2022 Кубок России — ;
- 2023, 2024 Чемпионат России — ;
- 2024 Russian judo tour — , , ;[7][8]

Самбо
- 2020 Первенство России среди юниоров — ;
- 2020 Первенство мира среди юниоров — ;